# Thomas Byles
Thomas Byles (Leeds, 26 de febrero de 1870 – Océano Atlántico, 15 de abril de 1912) fue un sacerdote católico británico que permaneció a bordo del RMS Titanic durante su hundimiento, según los supervivientes, oyendo confesiones y dando la absolución a numerosas víctimas.

## Formación y primeros años
Thomas Byles nació en Leeds (Yorkshire), y fue bautizado con el nombre David Roussel. Era el mayor de los siete hijos del dr. Alfred Holden Byles, un ministro congregacional, y su esposa Louisa Davids. Estudió en el Leamington College y en Rossall School, Fleetwood, Lancashire, entre 1885 y 1889. Después, en ese mismo año, ingresó en el Balliol College de Oxford, donde estudió teología, graduándose en 1894 con una Licenciatura en Artes.
En Oxford, Byles se convirtió a la fe católica, tomando el nombre de Thomas. En 1899, fue al Beda College de Roma para estudiar para el sacerdocio y fue ordenado presbítero en 1902. Fue asignado a la Parroquia de Santa Elena en Chipping Ongar, Essex en 1905.

## A bordo delTitanic
Una invitación para oficiar en la boda de su hermano menor William hizo que Byles adquiriera un billete en el RMS Titanic, para ir a Nueva York. En la mañana del 14 de abril de 1912, ofició una misa para los pasajeros de segunda y tercera clase en sus respectivos salones. El sermón fue sobre la necesidad de un salvavidas espiritual mediante la oración y los sacramentos cuando se está en peligro de naufragio espiritual en momentos de tentación.
Byles estaba caminando en la cubierta superior rezando con su breviario cuando el Titanic chocó contra un iceberg. A medida que el barco se hundía, ayudó a muchos pasajeros de tercera clase a alcanzar los botes salvavidas. Según se dice, dos veces se negó a subir a uno. Hacia el final, recitó el Rosario y otras oraciones, oyó confesiones, y se entregó a la absolución de los pecados de más de un centenar de pasajeros que se quedaron atrapados en la popa de la nave después de que todos los botes salvavidas se hubieran alejado. 
Su cuerpo, si es que fue recuperado, nunca fue identificado. Sus hermanos instalaron una puerta en su memoria en la iglesia católica de Santa Elena en Chipping Ongar, donde ejercía como párroco.

## Representaciones artísticas
Ha sido tres veces retratado en las películas sobre el desastre. En la película para televisión de 1979 S.O.S. Titanic, fue interpretado por Matthew Guinness. Richard Basehart interpretó a Byles en la película de 1953. En la película de 1997, fue interpretado por James Lancaster, recitando el texto bíblico Apocalipsis 21,4.